# The History Boys
The History Boys est une pièce de théâtre d'Alan Bennett créée en 2004 au Royal National Theatre de Londres. 

## Argument
L'intrigue se déroule dans une grammar school du nord de l'Angleterre au début des années 1980. Elle met en scène des étudiants et plus particulièrement trois de leurs professeurs au style très différents : Hector, Irwin et Lintott.

## Distinctions
- Laurence Olivier Awards 2005[1]
  - Meilleur nouvelle pièce
  - Meilleur acteur pour Richard Griffiths
  - Meilleur metteur en scène
- Tony Awards 2006[2]
  - Tony Award de la meilleure pièce
  - Tony Award du meilleur acteur dans une pièce pour Richard Griffiths
  - Tony Award de la meilleure actrice de second rôle dans une pièce pour Frances de la Tour
  - Tony Award de la meilleure mise en scène pour une pièce
  - Tony Award des meilleurs décors pour une pièce
  - Tony Award des meilleures lumières pour une pièce

## Film
The History Boys a été adaptée en film en 2006 sous le titre History Boys ou Wild Generation par Nicholas Hytner.